# Kiskázmér
Kiskázmér (szlovákul: Malý Kazimír) Kázmér településrésze, egykor önálló község Szlovákiában, a Kassai kerület Tőketerebesi járásában.

## Fekvése
Tőketerebestől 19 km-re, délnyugatra fekszik. Kázmér déli részét képezi.

## Története
Kázmér falut 1261-ben említik először. Kázmér vára valószínűleg a tatárjárás után, a 13. század közepén épült. 1274-ben említik először Füzér várának tartozékaként. 1364-ben az egri káptalan összeírásában említik.
Kiskázmér a település határában keletkezett, az 1427-es adóösszeírásban „Also Kazmer” alakban, a Kázméry család birtokaként szerepel először. A falu az 1720-as összeírás szerint nemesi község.
A 18. század végén Vályi András így ír róla: „Kis Kázmér. Tót falu Abaúj Várm. földes Urai több Uraságok, lakosai katolikusok, és reformátusok, fekszik Ronyva vize mellett, Fűzérhez 3/4 mértföldnyire, legelője szoross, fája nincs elég, piatza is távól esik.”
1828-ban 37 háza és 263 lakosa volt.
Fényes Elek 1851-ben kiadott geográfiai szótárában így ír a faluról: „Kázmér (Kis), orosz falu, Abauj vmegyében, Zemplén vmegye szélén: 5 r. kath. 186 g. kath., 15 evang., 11 ref., 14 zsidó lak.”
A 19. század végén a gróf Vay család birtoka. Lakói mezőgazdasággal, állattartással, erdei munkákkal foglalkoztak. Később a közeli nagybirtokokon idénymunkákban dolgoztak.
Borovszky monográfiasorozatának Zemplén vármegyét tárgyaló része szerint: „Kiskázmér, tót kisközség 39 házzal és 220 lakossal, kiknek nagyobb része gör. kath. vallású. Postája Nagykázmér, távírója és vasúti állomása Legenyemihályi. Hajdan Abauj vármegyéhez tartozott és csak 1881-ben csatolták Zemplénhez. Akkoriban Alsókázmér néven is emlegették. Ősrégi község, mely már 1254-ben a Kázméry családé. E család tagjai ülnek itt egyedül 1549-ig, a mikor Sztrithey Györgyöt, 1590-ben a Kaki Atyay családot és két évvel később Vékey Istvánt iktatják egyes részeibe. 1598-ban Báthory István az ura. 1690-ben, a Kázméry család kihaltával, I. Lipót a Barlogh családnak adományozza, melytől női ágon Beőthyné Bencze Évára szállott. 1770-ig ennek az örököseié volt, de azután házasság útján Nedeczky Nepomuk Jánosnak jutott. Utána a gróf Törökök voltak az urai, majd a Keresztes, Horváth, és Ecsedy családok. Most nincs nagyobb birtokosa. Templom nincsen a faluban.”
1910-ben 184-en, többségében szlovákok lakták, jelentős magyar kisebbséggel. 1920-ig Zemplén vármegye Sátoraljaújhelyi járásához tartozott. 1938 és 1944 között ismét Magyarország része volt.
1960-ban Kázmér néven Nagykázmérral egyesítették.

## Lásd még
Nagykázmér
Kázmér

## Külső hivatkozások
- Községinfó
- Kázmér Szlovákia térképén
- Kázmér vára (szlovák nyelvű képes ismertető)
- E-obce.sk Archiválva 2008. április 3-i dátummal a Wayback Machine-ben